# 迪克森斯普林斯 (伊利諾伊州)
迪克森斯普林斯（英語：Dixon Springs）是位於美國伊利諾伊州波普縣的一個非建制地區。該地的面積和人口皆未知。

## 地理
迪克森斯普林斯的座標為37°23′04″N 88°40′07″W / 37.38444°N 88.66861°W，而該地的平均海拔高度為146米（即479英尺）。